# Monagas Sport Club (femenino)
El Monagas Sport Club (femenino) es un equipo de fútbol femenino profesional venezolano, se encuentra ubicado en Maturín, Monagas y actualmente participa en la Superliga femenina de fútbol de Venezuela, liga equivalente a la máxima división del fútbol femenino en Venezuela.

## Uniforme
- Uniforme titular: Camiseta con franjas azules y granates, pantalón azul y medias azules.
- Uniforme alternativo: Camiseta blanca con detalles azul y granate, pantalón blanco y medias blancas.

### Evolución del uniforme
| 2016 |  | 2017 |  | 2017 |  | 2017 |  |

### Indumentaria y patrocinador
| Periodo         | Proveedor |
| --------------- | --------- |
| 2018 - presente | Adidas    |

| Periodo         | Patrocinador                       |
| --------------- | ---------------------------------- |
| 2018-Actualidad | Gobernación de Monagas / / Samsung |

## Palmarés

### Era Amateur
- Liga Nacional de Fútbol Femenino de Venezuela (0):

- Copa Venezuela de Fútbol Femenino (0):

### Era Profesional
- Superliga femenina de fútbol de Venezuela (0):